# Joaquim Doy i Guri
Joaquim Doy i Guri va ésser advocat i batlle d'Arenys de Mar entre 1958 i 1972.
Fou militant de la Lliga Regionalista i regidor d'aquest partit polític el 1934. En va dimitir a finals de 1934 per ocupar el càrrec de jutge municipal.
Durant la Guerra Civil espanyola es va mantindre ocult en diversos llocs de Barcelona. De tornada a Arenys de Mar s'afilià a FET-JONS i col·laborà amb la CNS local (en fou assessor jurídic primer i delegat després). Paral·lelament, dins del partit fou promocionat al càrrec de secretari local.
Fou triat regidor en les eleccions del terç familiar de 1948 i prengué possessió de la segona tinència d'alcaldia (el 1952 arribà a la primera).
Proclamat el 1955 pel mateix terç sense necessitat de comicis, mantingué la primera tinència fins que fou nomenat batlle.
Fou diputat provincial des de 1958 fins al seu cessament. Ja, a la fase final del seu mandat, hi va haver molts enfrontaments en el si de la mateixa corporació.